# Moja niania jest wampirem (film)
Moja niania jest wampirem (ang. My Babysitter’s a Vampire) – kanadyjski horror komediowy z 2011 roku w reżyserii Bruce’a McDonalda. Światowa premiera filmu w Kanadzie miała miejsce 9 października 2011 roku na kanale Teletoon. Tydzień później odbyła się 16 października 2011 roku we Francji na kanale Télétoon. 10 czerwca 2011 roku premiera filmu odbyła się na amerykańskim Disney Channel. W Polsce premiera filmu odbyła się 8 października 2011 roku na kanale Disney Channel, a trzy tygodnie później film odbył się 29 października 2011 roku na kanale Disney XD. Na podstawie filmu powstał serial komediowy na Disney Channel pod tym samym tytułem.

## Fabuła
16-letni Ethan (Matthew Knight) i jego najlepszy kumpel Benny (Atticus Dean Mitchell) mają za zadanie opiekować się Jane. Nie sprawdzają się w tej roli, więc rodzice Ethana podejmują decyzję o ukaraniu go w najgorszy możliwy sposób - postanawiają zatrudnić opiekunkę. Zostaje nią 17-letnia Sarah (Vanessa Morgan). Wkrótce Ethan przekonuje się, że jego starsza koleżanka, a zarazem niania, w której się podkochuje, nie jest zwykłą dziewczyną, ale wampirem.

## Obsada
- Matthew Knight jako Ethan
- Vanessa Morgan jako Sarah
- Atticus Mitchell jako Benny
- Cameron Kennedy jako Rory
- Kate Todd jako Erica
- Joe Dinicol jako Jesse
- Ella Jonas Farlinger jako Jane
- Ari Cohen jako tata Ethana
- Laura DeCarteret jako mama Ethana
- Hrant Alianak jako dyrektor Hicks
- Joan Gregson jako babcia
- Cassie Steele jako Rochelle
- Jamie Johnston jako James

## Wersja polska
Wersja polska: na zlecenie Disney Character Voices International – SDI Media Polska

Reżyseria: Artur Tyszkiewicz

Dialogi: Piotr Radziwiłowicz

Wystąpili:
- Wojtek Rotowski – Ethan Morgan
- Piotr Deszkiewicz – Benny Weir
- Agnieszka Mrozińska – Sarah
- Krzysztof Królak – Rory
- Barbara Kałużna – Erica
- Izabela Dąbrowska – Samantha Morgan
- Michał Podsiadło – Jesse
- Martyna Sommer – Jane Morgan
- Jakub Molęda – Gord
- Mirosława Krajewska – Babcia Benny’ego
- Daniel Salman
- Przemysław Stippa
- Agnieszka Marek
- Andrzej Blumenfeld – dyrektor
- Robert Jarociński – Ross Morgan
- Wojciech Chorąży

i inni
Lektor: Artur Kaczmarski